# Jacob Bijster
Jacob Bijster (* 7. November 1902 in Haarlem; † 23. November 1958 in Amsterdam) war ein niederländischer Organist und Komponist.

## Leben
Bijster studierte Klavier, Orgel und Komposition am Konservatorium in Amsterdam bei Jean-Baptiste de Pauw, Julius Röntgen, Anton Tierie, Bernard Zweers und Simon van Milligen. 1924 bestand er sein Examen mit Auszeichnung. Bereits seit 1922 war er Organist an der Doopsgezinde Kerk in Haarlem. Dieses Amt hatte er bis zu seinem Tod inne. 1929 wurde er selbst Orgellehrer am Konservatorium in Amsterdam, 1942 Hauptlehrer. Zu seinen Schülern dort gehörte unter anderen der Organist Klaas Jan Mulder.
Von Bijsters 31 Orgelwerken wurden 20 veröffentlicht. Daneben schrieb er auch Orchester- und Kammermusikwerke sowie das Singspiel Uriel. Seine Musik gilt – neben der von Hendrik Andriessen, Cor Bute, Anthon van der Horst, Cor Kee und Jan Zwart – als bestimmend für die niederländische Orgelkultur der Vorkriegszeit.

## Werke
- Fantasie und Fuge für Orgel: "Fantasie en fuga in kerkstijl over Psalm 68"
- Orgelchoral Nr. 1: "Eerste choral"
- Orgelchoral Nr. 2: "Deuxième choral"
- Choral, Trio, Einleitung und Fuge über "Meester men zoekt u wijd en zijd"
- Paraphrase über "Gelukkig is het land"
- Partita für Orgel: "Als ik het wond're kruis aanschouw"
- Partita für Orgel: "Partita sopra Laudate Dominum"
- Passacaglia für Orgel (1935, 1954)
- Toccata und Ricercar für Orgel
- Toccata für Orgel (1945)
- Triptyque (1949)
- Variationen für Orgel: "Ick wil mij gaan vertroosten"
- Variationen für Orgel: "Stort tranen uyt, shreyt luyde, weent en treurt"
- Variationen für Orgel: "Zes harmonische variaties over Nu daagt het in het oosten"